# Пухтаево
Пухтаево — деревня в Бабаевском районе Вологодской области.
Входит в состав Центрального сельского поселения (с 1 января 2006 года по 13 апреля 2009 года входила в Верхнее сельское поселение), с точки зрения административно-территориального деления — в Верхний сельсовет.
Расположена на берегах реки Колошма. Расстояние до районного центра Бабаево по автодороге — 127 км, до центра муниципального образования деревни Киино  по прямой — 6 км. Ближайшие населённые пункты — Гора, Гринево, Качалово, Кондратово, Мамоново.
По переписи 2002 года население — 12 человек.